# ماریا فیرمینا دوس ریس
ماریا فیرمینا دوز ریس (به پرتغالی:Maria Firmina dos Reis؛ ۱۱ اکتبر ۱۸۲۵ - یازدهم نوامبر ۱۹۱۷) یک نویسنده زن و مبارز علیه برده‌داری اهل برزیل بود. رمان او «ارسولا» (۱۸۵۹) تصویری از زندگی بردگان آفریقایی-برزیلی ارائه می‌دهد.